# Psicologia ambiental
La psicologia ambiental és un camp interdisciplinari centrat en la interrelació entre les persones i el seu entorn. Estudia la forma en la qual l'entorn natural i l'entorn que hem creat de forma artificial ens modelen com a individus. El camp defineix el terme ambient de manera àmplia, abastant els entorns naturals, entorns socials, entorns construïts, entorns d'aprenentatge i entorns informacionals. Des de la seva concepció, aquest camp ha estat compromès amb el desenvolupament d'una disciplina que és alhora orientada a valors i orientada a problemes, prioritzant la recerca destinada a solucionar problemes ambientals complexos amb l'objectiu de millorar el benestar individual dins una societat en el seu conjunt.
Quan se solucionen problemes que involucren les interaccions persona-entorn, sigui a escala global o local, cal tenir un model de la naturalesa humana que predigui les condicions ambientals sota les quals els éssers humans es comportaran de manera adequada i creativa. Amb un model d'aquestes característiques es poden dissenyar, administrar, protegir o rehabilitar entorns que potenciïn comportaments raonables, predir quines seran les conseqüències més probables en cas que no es compleixin aquestes condicions, i diagnosticar situacions problemàtiques. Aquesta disciplina desenvolupa aquest model de la naturalesa humana mentre manté un enfocament ampli i inherentment multidisciplinari. Explora temes tan diversos com la gestió de recursos comuns, la navegació (wayfinding) en entorns complexos, l'efecte dels estressors ambientals en el rendiment humà, les característiques dels entorns restauradors, el processament humà de la informació, i la promoció de conductes proambientals duradores.
Aquest paradigma multidisciplinari no només ha caracteritzat la dinàmica per la qual la psicologia ambiental es desenvolupa, sinó que també ha estat el catalitzador que ha atret altres disciplines del coneixement a aquest àmbit. Geògrafs, responsables polítics, sociòlegs, antropòlegs i educadors han participat en aquest camp. Encara que el terme "psicologia ambiental" és el més conegut i alhora el més exhaustiu per a descriure la disciplina, també ha rebut altres noms tals com: ciència dels factors humans, ergonomia cognitiva, ciències socials ambientals, psicologia de l'arquitectura, socio-arquitectura, psicologia ecològica, ecopsicologia, geografia conductual, estudis ambient-comportament, estudis persona-ambient, sociologia ambiental, ecologia social i recerca del disseny ambiental.